# Koninkrijk Tarumanagara
Tarumanagara (ook wel Taroemanegara, het Taroemakoninkrijk of eenvoudigweg Taruma; Sundanees: Tarumanagara) is een vroeg Sundanees koninkrijk. De vroegst bekende inscripties op Java zijn afkomstig van de vijfde-eeuwse heerser, Purnavarman, koning van Tarumanagara. Het koninkrijk was niet ver van het huidige Jakarta gesitueerd. Volgens de inscriptie van Tugu liet Purnavarman een kanaal graven dat de loop van de rivier Cakung verlegde, waardoor het kustgebied drooggelegd werd en geschikt werd voor bewoning en landbouw. In zijn inscripties verbond Purnavarman zichzelf met Vishnu en brahmanen beveiligden de waterwerken door middel van rituelen.
Tarumanagara bestond van 358 tot 670. De vroegst bekende schriftelijke getuigenissen van het bestaan van Tarumanagara zijn stenen inscripties. Stenen met inscripties worden in het Indonesisch aangeduid als prasasti. De Prasasti Ciaruteun, een prasasti uit de vijfde eeuw na Christus gelegen in de bedding van de rivier Ciaruteun, doet in het Sanskriet, geschreven in het Wengi-schrift (dat in gebruik was ten tijde van de Indische dynastie van de Pallava's), verslag van de beroemdste koning van Tarumanagara:
Dit zijn de voetafdrukken van de zeer achtbare Purnawarman, de zeer dappere koning van Tarumanagara die over de wereld heerst, en die van de God Wisnu.
Hier vlakbij is de Prasasti Kebon Kopi I, ook wel Telapak Gadjah steen genoemd, met een insriptie en de gegraveerde afbeelding van twee grote olifantsvoetafdrukken. De tekst van de inscriptie luidt: Deze olifantsvoetafdrukken, die lijken op die van de sterke Airwata, behoren aan de succesvolle koning van Tarumanagara die heerst over alles.
Niet alleen stenen getuigen van het bestaan van koning Purnawarman en zijn koninkrijk Tarumanagara. Er zijn ook Chinese geschiedbronnen, aangezien Tarumanagara omvangrijke handels- en diplomatieke betrekkingen onderhield met een gebied dat strekte van India tot China. De Chinese boeddhistische monnik Fa Xian meldt in zijn boek fo-kuo-chi (414 AD) dat hij vanaf december 412 tot mei 413 verbleef op het eiland Ye-po-ti (Chinese spelling van Javadpiva), hoogstwaarschijnlijk het westelijk deel van het eiland Java. Hij meldde dat de wet van Boeddha nauwelijks bekend was, maar dat de Brahmanen (hindoes) en ketters (animisten) er floreerden.
Diplomatieke missies vanuit het koninkrijk worden vermeld in de annalen van verschillende Chinese dynastieën. In 435 arriveerde een missie van Purnawarman, koning van Ya-va-da, aan het hof van de Liu Song-dynastie. In de annalen van de Sui-dynastie staat dat de koning van To-lo-mo (Taruma) in de jaren 528 en 535 diplomatieke missies naar China zond en dat To-lo-mo ver in het zuiden ligt. De annalen van de Tang-dynastie vermelden ambassades vanuit To-lo-mo in de jaren 666-669.

## Regeerperiode van Purnawarman

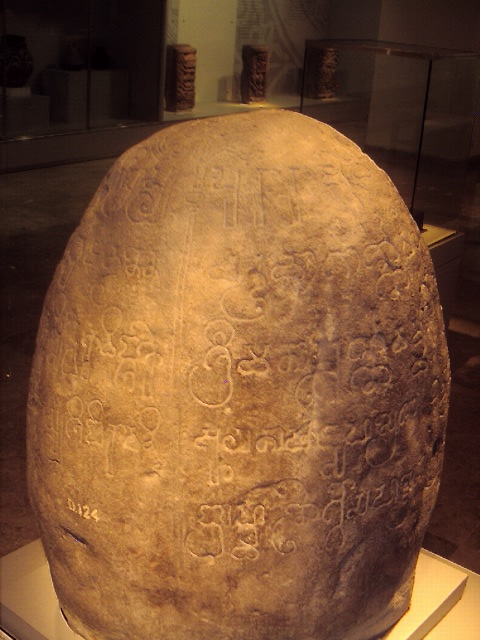
Steen van Tugu bij Jakarta met een inscriptie over koning Puranavarman van Taroemanagara

In 397 stichtte koning Purnawarman in de buurt van het strand de nieuwe hoofdstad van het koninkrijk, genaamd "Soenda Poera", wat betekent "heilige stad" of "zuivere stad". Het woord "Sunda" werd dus voor het eerst gebruikt in 397 door koning Purnawarman. Sunda Poera kan gelegen hebben nabij het tegenwoordige Tugu in Noord-Jakarta, of in de buurt van het huidige Bekasi. Hij plaatste verspreid over de huidige provincies Banten en West-Java zeven stenen gedenktekens met inscripties met zijn naam. De Prasasti Tugu, die een paar jaar ouder is dan de Prasasti Ciaruteun, wordt beschouwd als de oudste van alle inscripties.
Er zijn meer stenen met inscripties uit de tijd van koning Purnawarman, waarvan sommige dicht bij de stad Bogor staan. Het zijn de Prasasti Muara Cianten, de Prasasti Pasir Awi, de Prasasti Cidanghiang en de Prasasti Jambu. De Prasasti Cidanghiang ligt verder naar het westen in Lebak in het Pandeglanggebied en is voorzien van twee regels tekst, die Purnawarman uitroepen tot de norm voor heersers wereldwijd. Prasasti Jambu, met een tweeregelige tekst in Pallava/Sanskriet, draagt de grote voetafdrukken van de koning. Het opschrift luidt in vertaling als volgt:
 De naam van de koning, die beroemd is door het getrouw uitoefenen van zijn functie en die zijn gelijke niet kent, is Sri Purnawarman die regeert over Taroema. Zijn pantser kan niet worden doorboord door de pijlen van zijn vijanden. De voetafdrukken zijn van hem, die er altijd in slaagde de burchten van zijn vijanden te vernietigen, die altijd barmhartig was, die zijn trouwe volgelingen eervol ontving en die zijn tegenstanders vijandig bejegende.

## Koningen na Purnawarman
Purnawarmans zoon Dharmayawarman regeerde van 382 tot 395. Hij werd begraven bij de rivier Chandrabaga. De volgende koningen van Tarumanagara waren:
- 434 - 455: Vishnuvarman
- 455 - 515: Indravarman
- 515 - 535: Candravarman
- 535 - 561: Suryavarman. Suryavarman stichtte in het oosten een nieuwe hoofdstad van het koninkrijk en liet Sunda Poera en zijn gemeenschappen hun eigen orde handhaven. Sunda Poera werd vervolgens een nieuw, kleiner koninkrijk met de naam Sunda Sambawa, dat overheerst werd door Tarumanagara. Voordat Suryawarman koning van Tarumanagara werd, verliet zijn schoonzoon Manikmaya in 526 Soenda Pura en stichtte in het zuidoosten een nieuw koninkrijk nabij het huidige Nagreg bij Garut.
- 561 - 628: Kertavarman. Tijdens zijn bewind stichtte de kleinzoon van Manikmaya, Wretikandayun, in 612 ten zuidoosten van het huidige Garut het koninkrijk Galuh met de hoofdstad in Banjar Pataroeman.
- 628 - 639: Sudhavarman
- 639 - 640: Harivangsavarman
- 640 - 666: Linggavarman

De enige dochter van koning Linggavarman, prinses Sobakancana, trouwde met Daputahyang Srijayanasa, die later het koninkrijk Shrivijaya stichtte. Hun zoon Manasih huwde Tarusbawa.

## Neergang
Rond het jaar 650 werd het koninkrijk Tarumanagara aangevallen en verslagen door Shrivijaya, een koninkrijk dat was ontstaan op het eiland Sumatra. Vervolgens verminderde de invloed van Tarumanegara op de buurstaten.
In 669 erfde Tarusbawa de kroon van Tarumanagara. Hij werd de laatste koning ervan. Dit is in overeenstemming met de Chinese kronieken die vermelden dat in 669 voor het laatst een afgezant van Tarumanagara een bezoek bracht aan China. Tarusbawa stuurde inderdaad in 669 een gezant naar de Chinese vorst om zijn troonsbestijging te melden. Omdat ten tijde van Tarusbawa de invloed van Tarumanagara afnam zowel als gevolg van de afscheiding van satellietstaten als door de aanvallen van Shrivijaya, greep de koning terug op de hoge status van het koninkrijk tijdens het bewind van Purnawarman, toen het vanuit Sunda Poera de omliggende vorstendommen beheerste. Daarom veranderde de koning in 670 de naam van het koninkrijk Tarumanagara in Sunda.

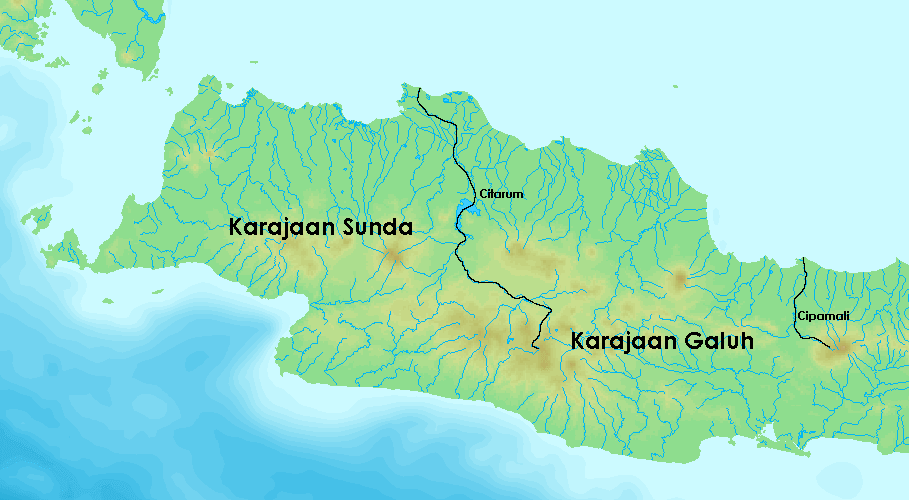
De rivier Citarum vormt de grens tussen de koninkrijken Soenda en Galuh.

Deze gebeurtenis werd door koning Vretikandayun (de stichter van het koninkrijk Galuh) gebruikt als reden om zijn rijk te onttrekken aan het gezag van Tarumanagara en hij vroeg aan koning Tarusbawa om het grondgebied van Tarumanagara in tweeën te verdelen. Galuh kreeg voor de afscheiding van Tarumanagara steun van het koninkrijk Kalingga (het eerste koninkrijk in Midden-Java) omdat de vorsten van Galuh en Kalingga door familierelaties met elkaar verwant waren. Een zoon van koning Vretikandayun trouwde met Parwati (een dochter van koningin Sima uit Kalingga) en Sana alias Bratasenava alias Sena (een kleinzoon van koning Vretikandayun) huwde Sanaha (een kleindochter van koningin Sima). Vanwege zijn zwakke positie en om een burgeroorlog te voorkomen stemde de jonge koning Tarusbawa in met het verzoek van de oude koning Wretikandayun. In 670 werd Tarumanagara gesplitst in twee koninkrijken, Sunda en Galuh, met de rivier Citarum als grens. Het koninkrijk Galuh omvatte toen veel vazalstaten in de huidige provincies West- en Midden-Java.
Vervolgens stichtte koning Tarusbawa nabij de rivier Cipakancilan, een nieuwe hoofdstad voor zijn rijk, stroomopwaarts van de latere stad Pakuan Pajajaran. Koning Tarusbawa werd de stamvader van de vorsten van Sunda.